# Mumbai Metropolitan Region Development Authority
La Mumbai Metropolitan Region Development Authority (MMRDA) est un organisme de développement territorial de la région de Bombay en Inde. Il est un organisme contrôlé par l'État du Maharashtra. Il est créé en 1975. La MMRDA gère notamment les projets d'infrastructures notamment de transports dans l'agglomération de Bombay.